# Відкритий чемпіонат США з тенісу 2016
Відкритий чемпіонат США з тенісу 2016 проходив з 29 серпня по 11 вересня 2016 року на відкритих кортах Тенісного центру імені Біллі Джин Кінг у парку Флашинг-Медоуз у районі Нью-Йорка Квінз. Це четвертий, останній турнір Великого шолома календарного року. 
Титул чемпіона в чоловічому одиночному розряді відстоював Новак Джокович. Чемпіонка жіночого турніру Флавія Пеннетта завершила кар'єру.

## Результати фіналів

### Дорослі
Чоловіки, одиночний розряд
- Стен Вавринка  переміг  Новака Джоковича, 6–7, 6–4, 7–5, 6-3

Жінки, одиночний розряд
- Анджелік Кербер  перемогла  Кароліну Плішкову, 6–3, 4–6, 6–4

Чоловіки, парний розряд
- Джеймі Маррей /  Бруно Соарес перемогли пару  Пабло Карреньо Буста /  Гільєрмо Гарсія Лопес, 6–2, 6–3

Жінки, парний розряд
- Бетані Маттек-Сендс /  Луціє Шафарова перемогли пару  Каролін Гарсія /  Крістіна Младенович, 2–6, 7–6(7–5), 6–4

Мікст
- Лаура Зігемунд /  Мате Павич перемогли пару  Коко Вандевей /  Раджив Рем, 6-4, 6-4.

### Юніори
Хлопці, одиночний розряд
- Фелікс Оже-Аліассім переміг  Міоміра Кецмановича, 6–3, 6–0

Дівчата, одиночний розряд
- Кейла Дей перемогла  Вікторію Кужмову, 6–3, 6–2

Хлопці, парний розряд
- Хуан Карлос Агілар /  Феліпе Меліжені Альвес перемогли пару  Фелікс Оже-Аліассім /  Банжамен Сігуен, 6–3, 7–6(7–4)

Дівчата, парний розряд
- Джада Гарт /  Ена Сібахара перемогли пару  Кейла Дей /  Керолайн Долегайд, 4–6, 6–2, [13–11]